# Obductie (geologie)
Met obductie wordt in de platentektoniek een mechanisme bedoeld waarmee een stuk gesubduceerde aardkorst langs een subductiezone omhoog beweegt, waarbij het over de subducerende tektonische plaat schuift. Obductie kan voorkomen tijdens gebergtevorming.

## Mechanisme
Obductie is te vergelijken met het onder water duwen van een pingpongballetje. Het balletje zal, zodra de onderduwende kracht wegvalt, weer omhoog bewegen. Dit komt door het verschil in dichtheid tussen het balletje en het water. Op dezelfde manier zal een stuk korst dat in de (zwaardere) mantel wordt getrokken met een subducerende plaat, weer omhoog willen.

### Subductie
Subductiezones zijn zones waar de ene tektonische plaat onder de andere door de aardmantel in beweegt (subduceert). De plaat die de mantel in beweegt wordt de subducerende plaat genoemd, de andere plaat de overrijdende plaat. Afhankelijk van de dichtheid, dikte en chemische samenstelling van de subducerende plaat kan hierbij door wrijving tektonische en vulkanische activiteit optreden. Een plaat die bestaat uit oceanische korst zal veel makkelijker subduceren dan een plaat die uit continentale korst bestaat. Oudere oceanische korst subduceert bovendien gemakkelijker dan jongere.

### Obductie bij gebergtevorming
Als continentale korst onder andere continentale korst subduceert, spreekt men van continentale collisie. Omdat dit type korst erg licht is zal het niet gemakkelijk de (dichtere) mantel in bewegen. Meestal zal dan ook alleen de rand van een continent (de continentale marge), of bijvoorbeeld alleen een voor het continent gelegen eilandboog, subduceren. Door de spanning die de naar elkaar toe bewegende platen veroorzaken komt de gesubduceerde continentale korst in een instabiele mechanische toestand terecht. Soms kunnen dan fragmenten gesubduceerde korst weer langs de subductiezone omhoog bewegen, over de subducerende plaat heen. Dat betekent dat de fragmenten met een grote overschuiving bovenop korst van een vroegere continentale marge komen te liggen. In gebergten die ontstonden door continentale collisie (bijvoorbeeld de Alpen of de Himalaya) zijn deze fragmenten terug te vinden als dunne nappes. Vaak komen stukken mantelgesteente en oceanische korst ook mee omhoog bij obductie, soms in de vorm van zogenaamde ofiolieten.

### Obductie in andere gevallen
Bij continentale collisie bestaat de subducerende plaat uit zeer lichte continentale korst. Als de subducerende korst alleen plaatselijk lichter is of van samenstelling tussen continentale en oceanische samenstelling in zit (bijvoorbeeld bij eilandbogen), kan ook obductie voorkomen. Ook kan het zijn dat een kleine plaat (bijvoorbeeld een microcontinent) tussen twee grotere in een subductiezone in gedrukt wordt. Omdat de kleine plaat een aparte tektonische eenheid is, zal hij makkelijker obduceren.
Voorbeelden van op deze manier geobduceerde gesteenten zijn te vinden op de eilanden Nieuw-Caledonië in de Grote Oceaan en Cyprus in de Middellandse Zee.